# Об'єднання молодих митців України
Об'єднання молодих митців України (ОММУ) — творча спілка українських радянських художників, що існувала у Києві протягом 1929—1932 років. Загалом обстоювала реалістичні позиції, але на його діяльності позначилися соціологічні тенденції, настанови Пролеткульту.
Спілка об'єднувала переважно студентів мистецьких інститутів, які шукали нових шляхів активної участі мистецтва в соціалістичному будівництві. До її складу входили: Василь Агібалов, Сергій Григор'єв, Семен Йоффе, Віктор Мухін, Олександр Пащенко, Григорій Пивоваров, Микита Попенко-Коханий, Василь Федченко.